# أندريس جونز
أندريس جونز (بالإنجليزية: Andres Jones)‏ هو عداء مسافات طويلة بريطاني، ولد في 3 فبراير 1977.

## وصلات خارجية
- أندريس جونز على موقع الاتحاد الدولي لألعاب القوى (الإنجليزية)
- أندريس جونز على موقع أوليمبيديا (الإنجليزية)